# ぬまづみなと商店街

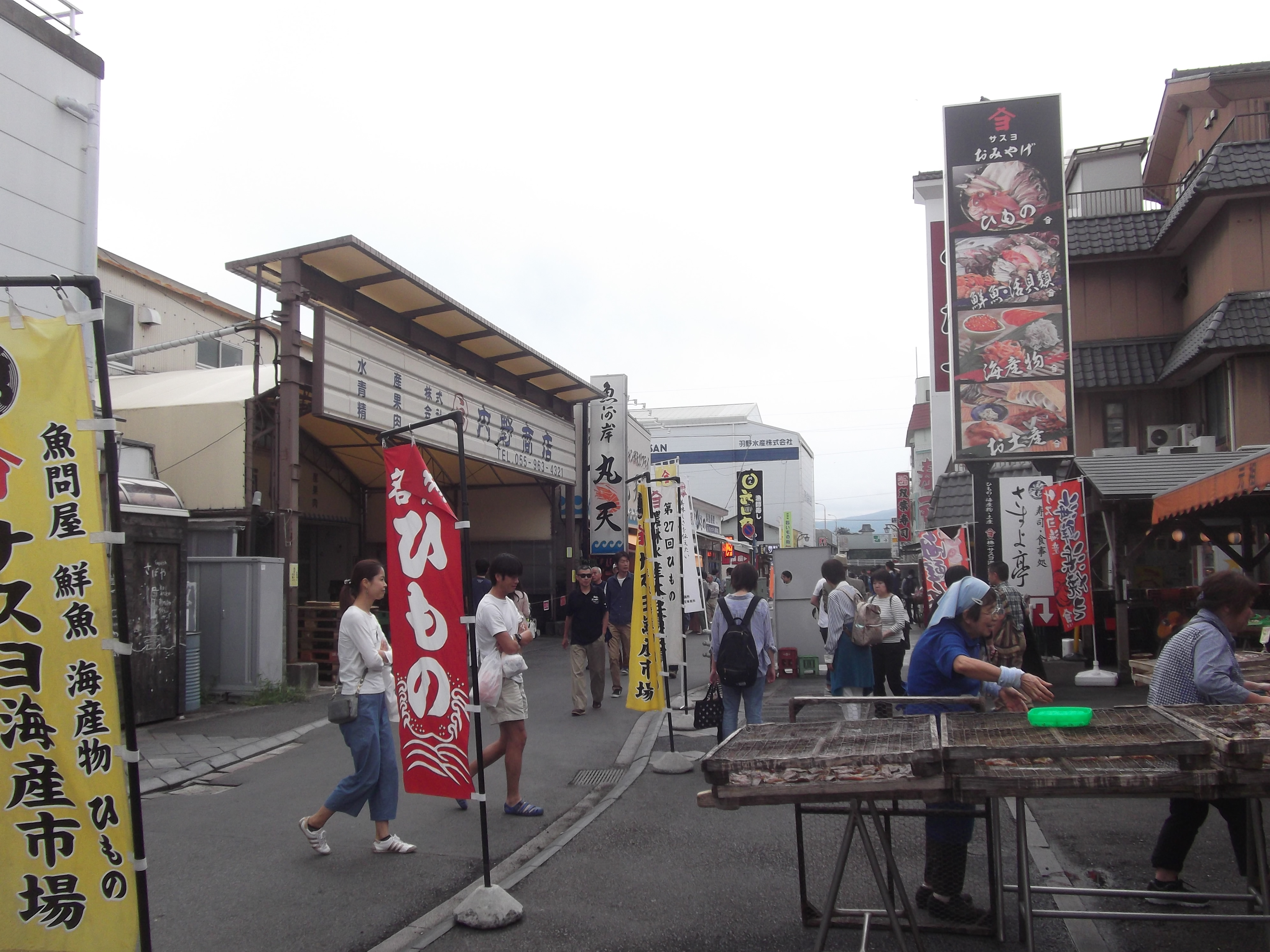
ぬまづみなと商店街・二番線（中央通り）

ぬまづみなと商店街（ぬまづみなとしょうてんがい）とは、静岡県沼津市にある沼津港東方の飲食店・土産物店などの店舗を中心とした商店街。

## 概要
沼津魚市場の東隣りの4区画の店舗群が中心となっているが、沼津魚市場の南北に隣接した「沼津みなと新鮮館」「沼津魚市場INO(イーノ)」の飲食店・土産物店や、沼津港の北を横切る「港大橋通り」周辺の飲食店・土産物店なども、商店街に含まれている。
中心的な4区画は、北東の区画(の北西部)が「ダイノブセンター（大信センター）食堂街」となっており、西側の魚市場方面からそこへ直行できるように、北西の区画の中央を横断する形で「ダイノブセンター海幸市場」というアーケード街が作られている。また、南東の区画が（「沼津みなと新鮮館」と同じく沼津魚仲買商協同組合が運営する）「沼津みなと旬彩街」という名称の商業エリアになっている。
- 「沼津みなと新鮮館」- 沼津魚市場の北隣り。
- 「ダイノブセンター海幸市場」- 北西の区画の中央。
- 「ダイノブセンター食堂街」- 北東の区画(の北西部)。
- 「沼津みなと旬彩街」- 南東の区画。
- 「沼津魚市場INO(イーノ)」- 沼津魚市場の南西隣り。

なお、中心的な4区画の北西隣りの区画には、「沼津港深海水族館」を含む「港八十三番地」という名称の複合観光施設があるが、そこの飲食店・土産物店は、「ぬまづみなと商店街」には含まれていない。

## 店舗

### 飲食店

#### 北方（港大橋通り付近）
- 松福(しょうふく) 本店 - ラーメン。
- うなぎ処 京丸
- 市場めし食堂 (沼津我入道漁協 水産物展示即売所 2階) - 海鮮。1階で干物販売も。

#### 沼津みなと新鮮館
- 港食堂 - 定食。
- しーらかんすCafe 新鮮館店 - 軽食・デザート・ドリンク。
- あじや (沼津魚仲買商協同組合直営) - 海鮮・定食。干物通販も。
- 魚問屋 千漁家(せんりょうや) - 海鮮・定食。
- マルニ茶業 - 愛鷹茶・抹茶ソフトクリーム。
- 丸勘 - 海鮮。干物販売も。
- さかなや 武田丸 (2号店) - 回転寿司。系列店の「悪魔の美肌プリン」出張販売も。

#### 北西区画
- 沼津深海プリン工房 (1号店、旧・すしの磯丸 沼津みなと店) - プリン・ソフトクリーム。
- 港の牡蠣センター カキ小屋 沼津店 - 牡蠣・海鮮。
- 海鮮丼専門店 伊助
- 魚河岸丸天 みなと店 - 海鮮。
- さすよ亭 - 海鮮。
- 千本一ビル
  - かもめ丸 - 海鮮。
  - さかなや千本一 - 海鮮。

#### 北東区画（周辺含む）
- 沼津漁師めし食堂 - 海鮮。
- 海女の台所 - 海鮮バーベキュー。
- ダイノブセンター食堂街
  - なな輝 - 海鮮・定食。
  - 磯はる食堂 - 海鮮・定食。
  - ふみ野 - 海鮮丼。
  - 踊りあじ専門店 沼津港あした葉
  - にし与 - 海鮮・定食。
  - 沼津かねはち - 寿司・海鮮丼。
- 鮨庵さいとう 本店 - 寿司。
- 沼津魚がし鮨 本店（旧・沼津港店） - 寿司。
- 魚河岸丸天 魚河岸店 - 海鮮。

#### 南西区画
- 鮮魚食堂 ずぅ - 海鮮・定食。
- 海鮮丼専門 五鉄(ごてつ) 沼津本店 - 海鮮丼。
- 双葉寿司
- 路地
  - (みなとのスイーツ屋COCO - かき氷・スイーツ) [週末のみ]
  - いりいち - 海鮮丼。
  - いなろ食堂 - 海鮮・定食。
  - iiRA fruits (イイラフルーツ) - フルーツサンド、酵素ジュース。
- せきの - 海鮮・定食。
- むすび屋 - 海鮮・定食。
- 潮さい市場
  - 沼津深海プリン工房 (2号店) 青とプリンとジェラートと - プリン・ジェラート・ドリンク。
  - 海鮮丼工房 尽(じん)
  - ウニ丼専門店 しば田や
  - 沼津みなと屋台村

#### 南東区画
- 沼津みなと旬彩街
  - 眞鯛 沼津港店 - 鯛料理・鯛ラーメン。
  - 鮨庵さいとう 旬彩街店 - 寿司。
  - どんむす - 海鮮・定食。
  - 丼くらべ - 海鮮丼。
  - すし処 古川 - 寿司。
  - 漁師寿し 網元 武田丸 (本店) - 寿司。
  - 海賊亭 - 海鮮・定食。
- 木村屋 - 玉子焼き。
- misaki coffee (ミサキコーヒー) - 喫茶店。軽食テイクアウト。
- まるが水産 (まるが港食堂) - 海鮮・定食。干物・鮮魚販売も。

#### 沼津魚市場INO(イーノ)
- 沼津魚市場食堂 - 海鮮。
- すし廻鮮 うお亭 - 寿司。
- トニーズホノルル（略称トニルル） - ハワイ料理。

### 土産物店

#### 北方（港大橋通り付近）
- 沼津港 千鳥ひものセンター - 干物。遊覧船千鳥丸乗り場と同一建物。
- 沼津我入道漁協 水産物展示即売所 - 干物。2階の市場めし食堂で海鮮飲食も。

#### 沼津みなと新鮮館
- しーらかんすCafe 新鮮館店 - ジェラート・ドリンク。
- まぐろの魚栄(うおえい) [新鮮館店] - マグロ製品・水産加工品。
- マルニ茶業 [新鮮館店] - 愛鷹茶・抹茶ソフトクリーム。
- カメヤ [新鮮館店] - ワサビ・塩辛。
- 丸勘 - 干物。海鮮飲食も。
- 三友(みとも)水産 [新鮮館店] - 干物。
- かきた - 水産加工品。
- えび伝 - 水産加工品 (せんべい)。
- さかなや 武田丸 (2号店) - 系列店の「悪魔の美肌プリン」出張販売。回転寿司も。

#### 北西区画
- 沼津深海プリン工房 (1号店、旧・すしの磯丸 沼津みなと店) - プリン・ソフトクリーム。
- ダイノブセンター海幸市場
  - するが水産 - 鮮魚。
  - スギヤマ商店 - 茶・ドライフルーツ・雑貨。
  - 奥田物産 - 練り物・水産加工品。
  - マルヤ水産 四代目弥平 沼津港直営店 - 干物。
- サスヨ海産市場 - 干物・海産物。その場で網焼き可。
- 千本一ビル
  - 駿洋販売所 - 干物。
  - みやげもん屋 ぬまづ湊いち - 水産加工品。
  - 三友(みとも)水産 - 干物。
  - 伊豆みやげ 伊豆海(いずみ)屋 - 菓子・雑貨。

#### 北東区画
- ダイノブセンター食堂街
  - 沼津港 魚永(うおえい) - 干物・加工品・お菓子など。
- カネキン露長(つゆちょう)商店 - 干物。

#### 南西区画
- 魚問屋 千漁家(せんりょうや) みなと販売所 - 干物。
- 志ひろ - 茶・水産加工品。
- やいづ屋 - はんぺん・練り物・サイダー。
- 路地
  - iiRA fruits (イイラフルーツ) - フルーツサンド、酵素ジュース。
- まぐろの魚栄(うおえい) - マグロ製品。
- 潮さい市場
  - 沼津深海プリン工房 (2号店) 青とプリンとジェラートと - プリン・ジェラート・ドリンク。
  - 魚健(うおけん) - 鮮魚。
- ぐり茶の五十鈴園(いすずえん) - 抹茶、米菓子、ソフトクリーム。

#### 南東区画
- 沼津みなと旬彩街
  - 横屋 (田代水産 直営店) - 干物。
- 木村屋 - 玉子焼き。
- misaki coffee (ミサキコーヒー) - 喫茶店。軽食テイクアウト。
- まるが水産 (まるが港食堂) - 干物・鮮魚。海鮮飲食も。

### その他（遊覧船・容器など）
- 千鳥観光汽船 - 沼津遊覧船 千鳥丸。
- 芹沢パッケージ - 食品包装容器・食器・調理器具。

## アクセス・駐車場
鉄道・バス
JR沼津駅南口から、路線バスで10分程度。
乗用車
中心となる4区画の南西・南東区画の南端に、約450台が駐車可能な専用の有料立体駐車場「ぬまづみなとパーキング」がある。
また、北東区画(の北西部)の「ダイノブセンター（大信センター）」にも、約75台が駐車可能な専用の有料駐車場がある。
さらに、沼津魚市場の南西隣りにある「沼津魚市場INO(イーノ)」を利用するのであれば、施設前の道路の両側が無料駐車場（約40台+約35台）になっている。

## 沿革
- 1997年（平成9年） - 「ぬまづみなと商店会」発足[6]。
- 2000年（平成12年） - 「沼津みなと旬彩街」開業[6]。
- 2006年（平成18年） - 「ぬまづみなとパーキング」1号棟 完成[6]。
- 2007年（平成19年） - 水産複合施設「沼津魚市場INO」 完成[6]。
- 2009年（平成21年） -
  - 「沼津みなと新鮮館」開業[6]。
  - 「ぬまづみなと商店街協同組合」発足（商店会の後継、事務局は魚仲買商協同組合に）[6]。

### 各店舗のTwitterアカウント
- あじや (@numazukou_ajiya) - X（旧Twitter）
- 千本一&かもめ丸 あつこママ (@atsuko_mama0702) - X（旧Twitter）
- 丸勘本部のポンコツ (@minato_marukan) - X（旧Twitter）
- TONY'S HONOLULU(略して「トニルル」) (@tonys_honolulu) - X（旧Twitter）

座標: 北緯35度04分57秒 東経138度51分30秒 / 北緯35.08250度 東経138.85824度